# الکس گروزا
الکس گروزا (انگلیسی: Alex Groza; ۷ اکتبر ۱۹۲۶ – ۲۱ ژانویهٔ ۱۹۹۵) بازیکن بسکتبال اهل ایالات متحده آمریکا بود.
وی در مسابقات کشوری و بین‌المللی در مجموع برندهٔ ۱ مدال طلا شده‌است.